# Noi sbagliamo
Noi sbagliamo (We Faw Down) è una comica muta del 1928 di Leo McCarey con Laurel & Hardy.

## Trama
Stanlio e Ollio sono insieme alle loro sospettose mogli quando suona il telefono. Risponde Stanlio che poi passa la telefonata ad Ollio: è il cameriere del loro club che, per conto degli altri membri, dice loro che sono attesi per giocare a poker. Ollio, allora, fingendo di parlare con il suo capo, s'inventa un impegno di lavoro in modo da potersi allontanare da casa insieme al suo amico. Lungo la strada, però, s'imbattono in due signorine, una bruna ed una bionda, piuttosto formosa, che è anche la ragazza di "One Round Kelly". A quest'ultima, a causa di un ventilatore, vola via il cappellino che finisce sotto una vettura posteggiata. I due amici si offrono, quindi, di recuperarlo spostando a braccia l'automobile ma mentre la spingono vengono investiti dal getto d'acqua proveniente da un camion adibito al lavaggio delle strade e finiscono anche distesi nella pozzanghera d'acqua creatasi. Riescono, comunque, a recuperare il cappellino inzuppato e lo ridanno alla signorina bionda la quale, per sdebitarsi, li invita nel suo appartamento affinché possano avere modo di asciugarsi i vestiti. Nel frattempo, i vigili del fuoco accorrono per spegnere un incendio scatenatosi al teatro Orpheum che è proprio  il luogo dove, "per lavoro" si dovevano recare i due amici. Le loro mogli, appresa dal giornale la notizia dell'incendio e preoccupate per i loro uomini, si precipitano al teatro. I due mariti, però, sono beatamente seduti al tavolo della casa delle loro nuove amiche, bevendo birra. La bionda, un po' brilla, scherza con Stanlio il quale cerca di tenerla a distanza. Ma la donna insiste, gli tocca il naso, gli arruffa i capelli e non vuole saperne di lasciarlo in pace. Ollio, allora, consiglia all'amico di stare al gioco e Stanlio, quindi, prende a ricambiare le attenzioni della donna: le arruffa i capelli a sua volta e le dà degli spintoni che la fanno cadere dalla sedia più volte. La donna accetta tutto e sembra divertirsi pure ma quando Stanlio le dice che non gli piace perché la trova grassa, s'infuria. Proprio in quel momento, entra nell'appartamento il geloso fidanzato di lei che, vedendo i due amici in vestaglia, equivoca ed estrae un pugnale. Stanlio crea un diversivo spiaccicandogli una torta in faccia e così i due hanno modo di chiudersi in un'altra stanza, prendere i loro abiti ormai asciutti e uscire dalla finestra dell'appartamento, posto a pianterreno. Mentre stanno scavalcando il davanzale, vengono visti dalle loro due mogli che, a passo veloce, stanno passando di lì. Stanlio e Ollio, troppo impegnati a cercare di rivestirsi, non le notano mentre le loro consorti, nascoste, vedono pure la brunetta, sporgersi dalla finestra e parlare con i due uomini. Infuriate, le due mogli rientrano a casa dove, poco dopo, giungono anche i due amici che dall'atteggiamento e dagli sguardi delle due donne comprendono che esse dubitano di quanto essi affermano, in merito a dove sono stati. Ollio, iniziando a raccontare delle bugie, su cui chiama a testimoniare Stanlio, racconta di essere stati allo spettacolo del teatro Orpheum, ignorando che esso è andato a fuoco. Alle spalle delle due signore, sedute sul divano, Stanlio, leggendo il programma del teatro, prova a suggerire ad Ollio alcuni dei numeri dello spettacolo in modo che egli possa dare più credibilità alle sue affermazioni. Solo che i suggerimenti mimati da Stanlio vengono male interpretati da Ollio, il quale, via via, si esibisce come prestigiatore, come ballerino russo ed, infine, usando un abat-jour a mo' di gonnellino, come danzatrice havaiana. È a questo punto che Stanlio legge sul giornale dell'incendio del teatro e realizza, con i suoi tempi, la situazione. Attira,  quindi, l'attenzione dell'amico, scatenato in una danza havaiana, e gli mostra il titolo del giornale relativo all'incendio dell'Orpheum. Ollio, consapevole di aver cercato di mentire alla moglie è mortificato ed imbarazzatissimo mentre Stanlio si scompiscia dalle risate. A peggiorare la situazione, arriva in quel momento la brunetta delle due ragazze incontrate prima che ridà a Ollio il suo gilet. Questi cerca di giustificarsi dicendo che gli era stato rubato ma quest'ultima, evidente bugia è la goccia che fa traboccare il calice dell'esasperazione delle due consorti. La moglie di Ollio, quindi, prende un fucile ed, insieme alla moglie di Stanlio, inizia ad inseguire i due uomini che fuggono per la strada. Quando la donna esplode un colpo da tutte le finestre degli edifici prospicienti la via escono dozzine di uomini, spaventati perché credono di essere stati colti in flagrante, e più o meno vestiti, se la danno a gambe pure loro.

## Curiosità
In Italia la comica è stata distribuita dalla RAI in una versione sonorizzazione, con Enzo Garinei e Giorgio Ariani che leggono i cartelli muti.
Questo è il film che ha ispirato in parte il lungometraggio della coppia I figli del deserto (1933),  soprattutto per la scena finale dell'inganno scoperto dalle mogli e il successivo interrogatorio domestico.
La scena finale dell'inseguimento fu ripresa nel lungometraggio della coppia Stanlio e Ollio teste dure (1938).